# Óscar Salguero
Óscar Salguero Galisteo (Sabadell, 11 de mayo de 1998) es un deportista español que compite en natación adaptada. Ganó tres medallas Juegos Paralímpicos de Verano entre los años 2016 y 2024.

## Palmarés internacional
| Juegos Paralímpicos | Juegos Paralímpicos     | Juegos Paralímpicos | Juegos Paralímpicos                |
| Año                 | Lugar                   | Medalla             | Prueba                             |
| ------------------- | ----------------------- | ------------------- | ---------------------------------- |
| 2016                | Río de Janeiro (Brasil) | Medalla de oro      | 100 m braza SB8                    |
| 2020                | Tokio (Japón)           | Medalla de plata    | 100 m braza SB8                    |
| 2024                | París (Francia)         | Medalla de bronce   | 4 × 100 m estilos (34 ptos.) mixto |